# Tiptur
Tiptur (en canarés: ತಿಪಟೂರು ) es una ciudad de la India en el distrito de Tumkur, estado de Karnataka.

## Geografía
Se encuentra a una altitud de 865 m s. n. m. a 146 km de la capital estatal, Bangalore, en la zona horaria UTC +5:30.

## Demografía
Según estimación 2012 contaba con una población de 77 930 habitantes.